# 6805 Абстракта
6805 Абстра́кта (4600 P-L, 1988 RG11, 6805 Abstracta) — астероїд головного поясу, відкритий 24 вересня 1960 року.
Названий на честь журналу Astronomy and Astrophysics Abstracts.